# .zw
.zw — в Інтернеті, національний домен верхнього рівня (ccTLD) для Зімбабве.

## Домени 2-го та 3-го рівнів
В цьому національному домені нараховується близько 298,000 вебсторінок (станом на лютий 2009 року).